# Inauguration of President William H. Taft
Inauguration of President William H. Taft è un cortometraggio muto del 1909. Il nome del regista non viene riportato nei credit del film, un documentario girato a Washington che mostra l'insediamento di William H. Taft, eletto presidente degli Stati Uniti.

## Produzione
Il film fu prodotto dalla Vitagraph Company of America.

## Distribuzione
Distribuito dalla Vitagraph Company of America, il film - un cortometraggio di 183 metri - uscì nelle sale cinematografiche statunitensi il 6 marzo 1909.
Nelle proiezioni, veniva programmato con il sistema dello split reel, accorpato in un'unica bobina con un altro cortometraggio prodotto dalla Vitagraph, il documentario A Day in Washington, the Capital of the United States, Showing Many Points of Interest.